# Eldar Chenguelaïa
Eldar Chenguelaïa (en géorgien : ელდარ შენგელაია) est un réalisateur soviétique puis géorgien, né le 26 janvier 1933 à Tbilissi (République socialiste soviétique de Géorgie, URSS) et mort en août 2025.
En 1995, il est député au Parlement de Géorgie,.

## Biographie
Fils de l'écrivain et cinéaste Nikolaï Chenguelaia et de la comédienne Nato Vatchnadze, Eldar Chenguelaïa est le frère aîné du réalisateur Gueorgui Chenguelaïa.
Après avoir suivi les cours de Serguei Youtkevitch au VGIK à Moscou, il obtient son diplôme en 1958. Il travaille d'emblée pour les studios Mosfilm et réalise, en collaboration avec Aleksei Sakharov, La Légende du cœur glacé (1958) et Conte de neige (1959). En 1960, il rejoint les studios de Géorgie, la Kartuli Pilmi. Trois ans plus tard, il signe avec Tamaz Meliava, La Caravane blanche (1963), pour lequel il reçoit en 1967 le Prix du Komsomol de Géorgie. Eldar Chenguelaïa atteint sa maturité artistique avec L'Exposition extraordinaire (1968) et Les Hurluberlus (1974). Les Montagnes bleues (1984), satire de la bureaucratie, pousse la réflexion sur la morale humaine et les problèmes sociaux de la vie quotidienne.

## Analyse
Selon Irine Kutchukhidze, avec L'Exposition extraordinaire et Les Hurluberlus, Eldar Chenguelaïa est parvenu à élaborer un style qui reflète sa vision personnelle. « Le récit tendu et austère de ses premiers films fait place à l'ironie philosophique, au paradoxe et au comique qui réunissent et opposent les extrêmes provoquant un rire corrosif mais néanmoins constructif, empli de joie et de larmes. (...) » D'une part, écrit-elle, « le réalisateur décrit avec précision et minutie la réalité qui l'entoure sans la déformer, d'autre part, il y introduit l'hyperbole et le fantastique. »

## Récompenses
- Premier prix du Festival d'Union soviétique pour Les Montagnes bleues en 1984

## Filmographie principale
- 1958 : La Légende du cœur glacé (Легенда о ледяаном сердце), en coréalisation avec A. Sakharov.
- 1960 : Conte de neige (Снежная сказка), en coréalisation avec A. Sakharov.
- 1964 : La Caravane blanche (Белый караван), en coréalisation avec Tamaz Meliava
- 1965 : Mikela (Микела), épisode du film Les Légendes du passé, en collaboration avec G. Chenguelaia et M. Kokotchachvili.
- 1968 : L'Exposition extraordinaire (Необыкновенная выставка)
- 1974 : Les Hurluberlus (Чудаки)
- 1978 : La Marâtre Samanichvili (Мачека Саманишвили)
- 1984 : Les Montagnes bleues (Гомуые горы или неправдолодобная история)
- 1989 : Tragédie du 9 avril 1989 à Tbilissi (documentaire)
- 1993 : Information Express